# Mark Hosking
Mark Hosking (* 1971 in Plymouth, England) ist ein englischer zeitgenössischer Künstler.

## Leben und Werk
Hosking besuchte von 1989 bis 1990 das Plymouth College of Art & Design, das er mit einem Diplom abschloss. Im Anschluss absolvierte er von 1990 bis 1993 das Chelsea College of Art and Design, das er mit dem Bachelor-Abschluss verließ. Nach weiteren Studien 1993 bis 1996 an der Slade School of Art legte er den Master of Fine Arts ab. Hosking studierte außerdem von 1997 bis 1999 an der Rijksakademie van beeldende kunsten in Amsterdam.
Mark Hosking setzt Alltagsgegenstände wie Fernseher oder Bikinis in einen neuen Kontext, um ihren Konsumstatus zu konterkarieren. Absurde Maschinen aus Müll versieht er mit politischen Statements, indem er Kontraste zwischen Industrienationen und Dritte-Welt-Ländern sichtbar zu machen versucht.
Hosking lebt und arbeitet in London und Amsterdam.

## Einzelausstellungen
- 2000: New Sculpture, fig-1, London
- 2001: Mark Hosking/Sculptures, l´elac – l´espace lausannois d´art contemporain, Lausanne
- Mark Hosking, ARTLAB 18, Imperial College, London
- 2003: Radio Mayday, IBID Projects, London
- 2004: Slurf Song, Umberto Di Marino Arte Contemporanea, Neapel
- 2006: Disconnected, Engholm Engelhorn Galerie, Wien

## Preise
- 1993: Duveen Travel Bursary, London
- 1996: Boise Travel Scholarship, London
- 1996: MOMART Prize Winner, The Whitechapel Open, London
- Foundation for sport and the arts, Grant aid
- 1997: The Uriot Prize, Amsterdam South West Arts, Visual Arts Award
- 1998: Stichting Intendence, Vrienden van de Rijksakademie, Amsterdam
- 2002: Artist in Residence Stipendium, Imperial College of Science, London

## Presse
- Artikel in: Changing the system, Artists talk about their practice. 05/1999, S. 65–66.
- Artikel in: The Times. 15. August 1995, S. 36.